# Rajon Schtschutschyn
Der Rajon Schtschutschyn (belarussisch Шчучынскі раён; russisch Щучинский район Schtschutschynski rajon) ist eine Verwaltungseinheit in der Hrodsenskaja Woblasz in Belarus mit dem administrativen Zentrum in der Stadt Schtschutschyn. Der Rajon hat eine Fläche von 1.911,54 km² und umfasst 435 ländliche Siedlungen in 11 Dorfsowjets sowie die Stadt Schtschutschyn und die Siedlungen städtischen Typs Schaludok und Astryna.

## Geographie
Der Rajon Woranawa liegt im Nordwesten der Hrodsenskaja Woblasz.

### Nachbarrajone
Die Nachbarrajone sind im Nordwesten Varėna in Litauen, im Nordosten Woranawa, im Osten Lida, im Südosten Dsjatlawa, im Süden Masty und im Westen Hrodna in der Hrodsenskaja Woblasz.

## Administrative Gliederung
| Dorfsowjets 1. Astrynski Selsawet 2. Dembrauski Selsawet 3. Kamenski Selsawet (Rajon Schtschutschyn) 4. Ljadski Selsawet 5. Maschejkauski Selsawet 6. Orleuski Selsawet 7. Perschamajski Selsawet (Rajon Schtschutschyn) 8. Raschankauski Selsawet 9. Schaludozki Selsawet 10. Schtschutschynski Selsawet 11. Wasilischkauski Selsawet | Stadt 1. Schtschutschyn Siedlungen städtischen Typs 1. Schaludok 2. Astryna |